# Дръжка
Дръжката е част или допълнение към даден предмет, така че той може да бъде преместван или използван с ръка. Дизайнът на всеки тип дръжка включва намирането на решение на сериозни ергономични задачи, дори когато те се решават интуитивно или чрез следване на традициите. Дръжките за инструменти са важна част от техните функции, като позволяват на потребителя да постигне максимален ефект с инструментите.